# Nafla
Choi Nicholas (Pasadena, Kalifornia 1992. február 28.- ), művésznevén Nafla, egy koreai-amerikai rapper, tagja a MKIT RAIN kiadónak és a 42Crew-nak. Ő nyerte meg 2018-ban a SMTM777 koreai rap versenyt.

## Pályafutása
2014-ben belépett a 42Crew nevű hip-hop csapatba, majd 2015-ben kiadta a This and That című mixtape-jét. 2016 január 22-én, két másik rapperrel, Loopyval és Blooval, megalapították a MKIT RAIN nevű kiadót és novemberben Dél-Koreába költöztek.
2017 októberében Nafla kiadta az Angels című albumát.
2018-ban indult a Show Me the Money 777 dél-koreai rapversenyen, amit megnyert, míg MKIT RAIN-es társa, Loopy, a második helyezést érte el.
2019-ben Loopyval közösen kiadta a LooFla című albumot.
Nafla számos előadóval működött együtt, előadókkal: Zico, Dumbfoundead, Bewhy, Swings, Hoody, Penomeco, Gaeko, Heize stb. és producerekkel: Gray, DJ Wegun, Code Kunst stb.

## Diszkográfia

### Mixtape
- This and That (2015)[2]
- Dali Trip (2015)
- Buttafla Effect (2013)[3]
- Platonixtape (2012)[4]

### Album
- new blood
- Angels (2017)[5]

### Másokkal együtt
- LooFla (2019)[6] (Loopy nevű rapperrel közös album)